# 島津久般
島津 久般（しまづ ひさとし）は、江戸時代中期の薩摩藩士。都城私領主である都城島津家21代当主。

## 生涯
寛保3年（1742年）、20代当主島津久茂の嫡男に生まれる。宝暦4年（1754年）、鹿児島城に於いて元服し、久般と名乗る。
宝暦7年（1757年）、久茂から家督を譲られる。宝暦11年（1761年）、宗家島津重豪の拝謝使として家老以下を随え江戸へ赴き、将軍徳川家治に拝謁し、太刀、馬等を献上する。程なくして疱瘡に感染し、江戸にて死去した。享年19。龍峰寺に葬られた。